# Département de San Salvador (Salvador)
Pour les articles homonymes, voir Département de San Salvador.
San Salvador est un département, situé au centre du Salvador. Sa capitale est San Salvador. Sa superficie est de 886 km², pour une population d'environ 2 233 696 habitants dans le département.
Douze municipalités sur les 19 que compte ce département font partie de l'Aire Métropolitaine de San Salvador, principale conurbation urbaine du Salvador et l'une des plus peuplées d'Amérique centrale.

## Histoire
À l'époque précolombienne, la région était occupée par le cacique de Cuzcatlan qui dominait le royaume pipil Cuzcatlan.
Les Espagnols arrivèrent en 1525 pour fonder la ville de San Salvador, qui devint la capitale de l'Intendance de San Salvador lors de la colonisation.
Le département fut créé lors de l'indépendance du Salvador en 1824.

## Districts et municipalités
Le département est divisé en trois districts (Santo Tomás, San Salvador et Tonacatepeque) et 19 municipalités :
1. Aguilares
2. Apopa
3. Ayutuxtepeque
4. Cuscatancingo
5. Delgado
6. El Paisnal
7. Guazapa
8. Ilopango
9. Intur
10. Mejicanos
11. Nejapa
12. Panchimalco (en)
13. Rosario de Mora (en)
14. San Marcos
15. San Martín
16. San Salvador
17. Santiago Texacuangos (en)
18. Santo Tomás
19. Soyapango
20. Tonacatepeque

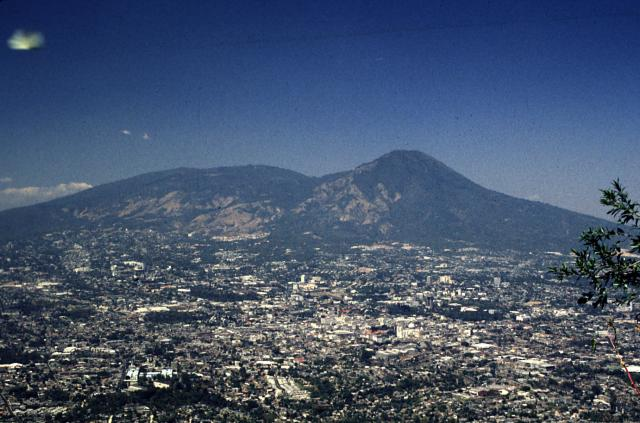
San Salvador et son volcan.
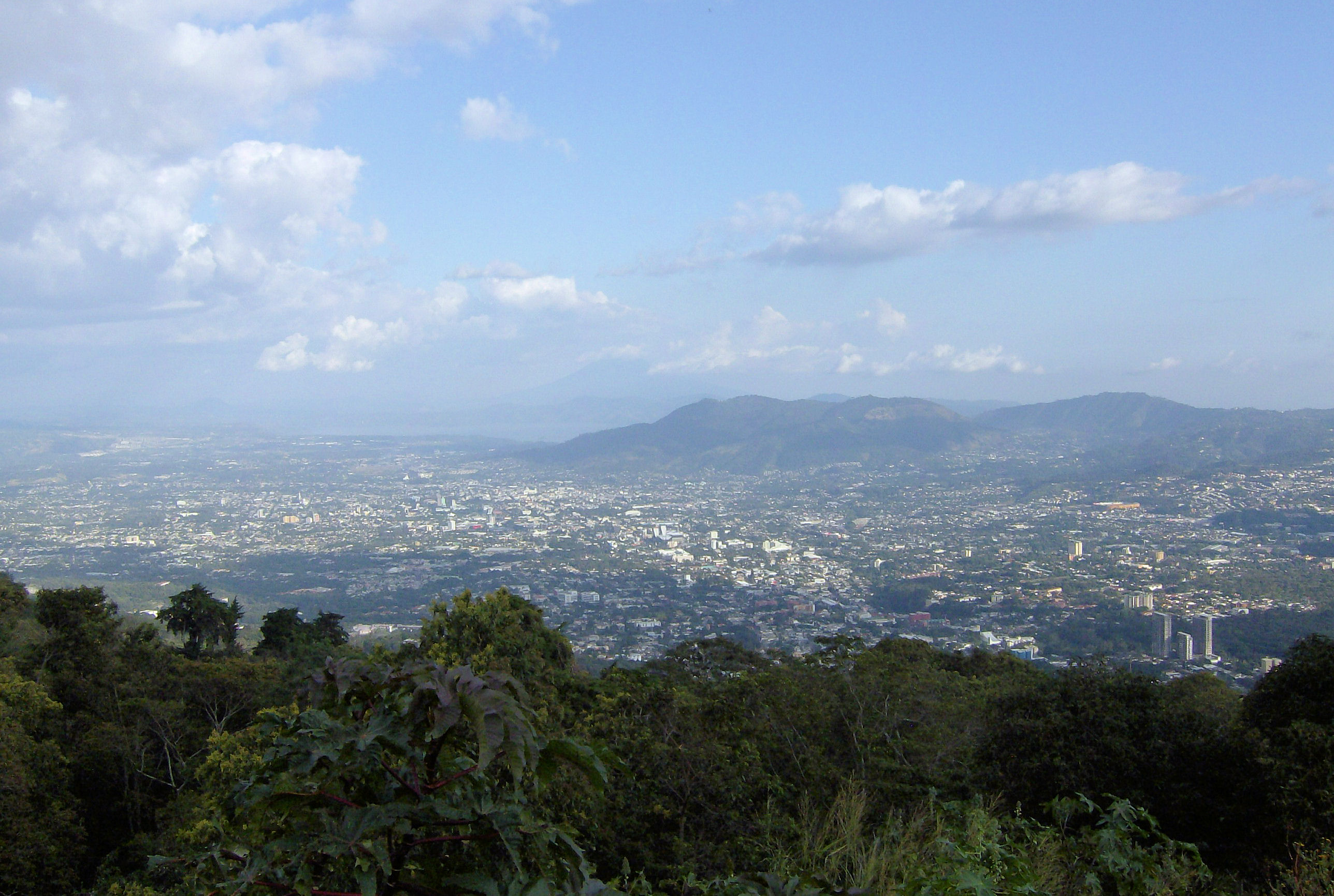
Vue du volcan de San Salvador.
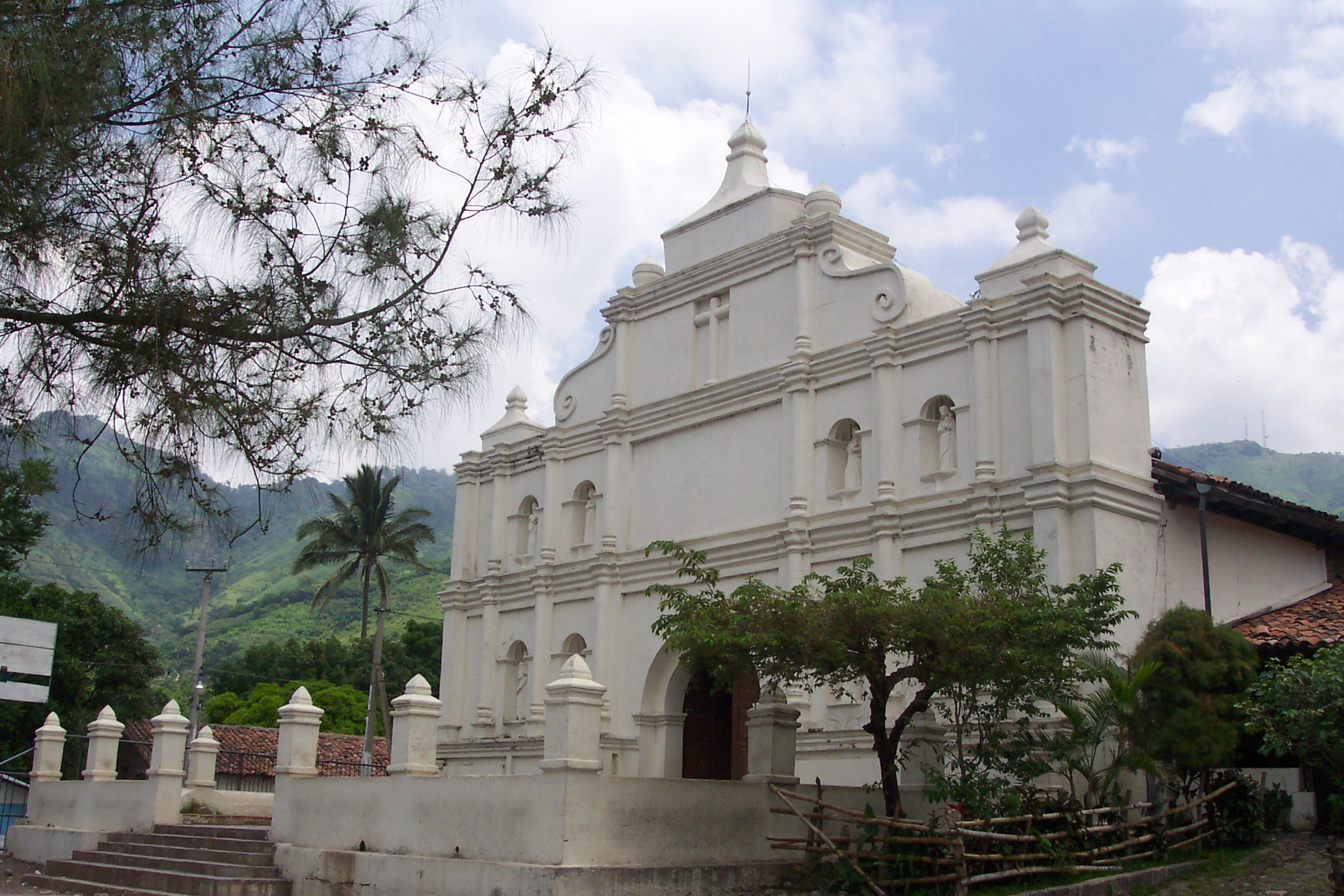
Église coloniale de Panchimalco.
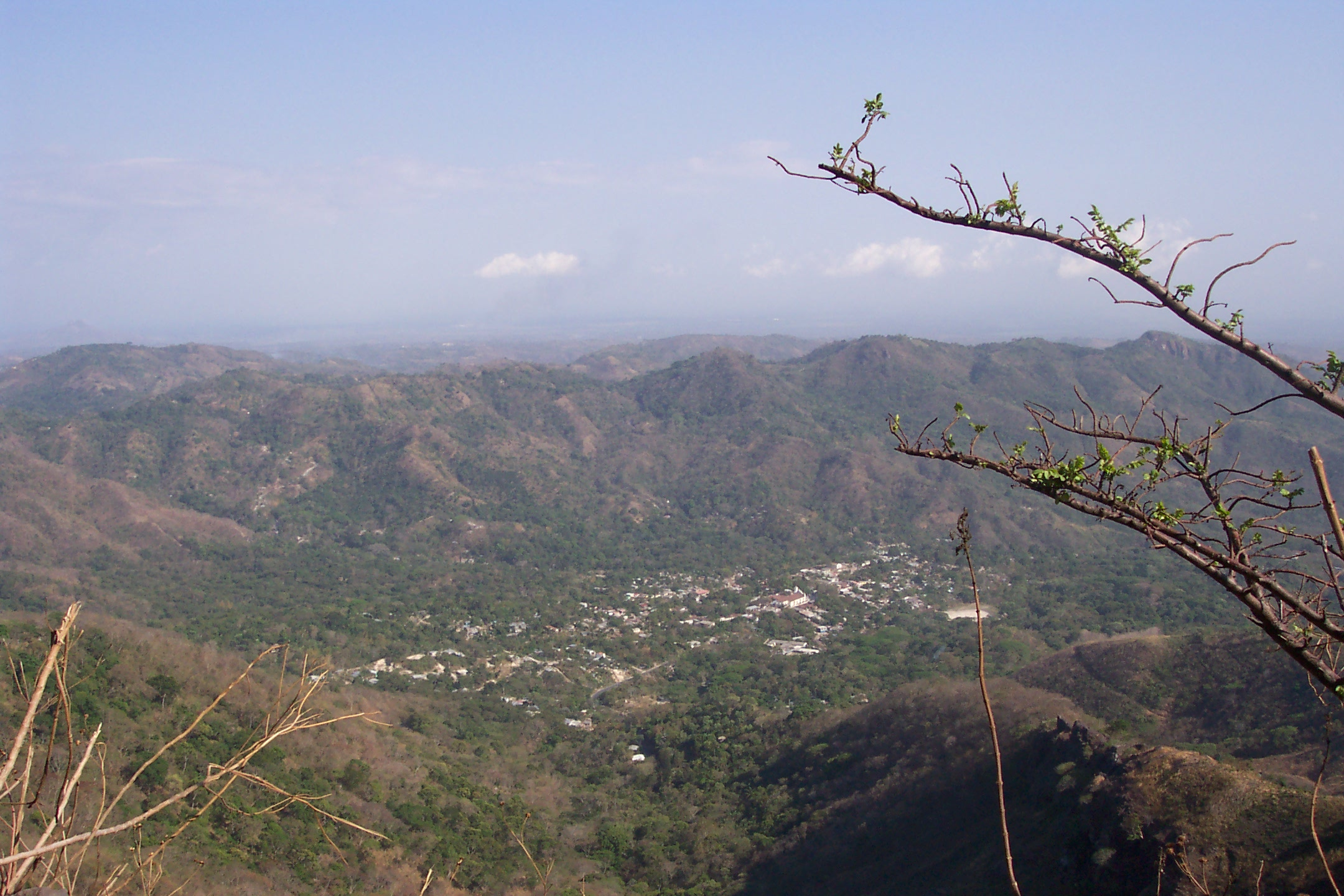
Vue des Planes de Renderos.